# Parathelges neotenuicaudis
Parathelges neotenuicaudis is een pissebed uit de familie Bopyridae. De wetenschappelijke naam van de soort is voor het eerst geldig gepubliceerd in 1993 door Shyamasundari, Hanumantha Rao, Jalajakumari & Mary.